# Renaucourt
Cet article possède un paronyme, voir Remaucourt.
Renaucourt est une commune française située dans le département de la Haute-Saône, la région culturelle et historique de Franche-Comté et la région administrative Bourgogne-Franche-Comté.

## Géographie

### Climat
Pour des articles plus généraux, voir Climat de la Bourgogne-Franche-Comté et Climat de la Haute-Saône.
En 2010, le climat de la commune est de type climat des marges montargnardes, selon une étude du Centre national de la recherche scientifique s'appuyant sur une série de données couvrant la période 1971-2000. En 2020, Météo-France publie une typologie des climats de la France métropolitaine dans laquelle la commune est dans une zone de transition entre le climat océanique altéré et le climat océanique altéré et est dans la région climatique  Lorraine, plateau de Langres, Morvan, caractérisée par un hiver rude (1,5 °C), des vents modérés et des brouillards fréquents en automne et hiver. 
Pour la période 1971-2000, la température annuelle moyenne est de 10,3 °C, avec une amplitude thermique annuelle de 17,4 °C. Le cumul annuel moyen de précipitations est de 932 mm, avec 12,2 jours de précipitations en janvier et 9 jours en juillet. Pour la période 1991-2020, la température moyenne annuelle observée sur la station météorologique de Météo-France la plus proche, « Combeaufontaine », sur la commune de Combeaufontaine à 12 km à vol d'oiseau, est de 10,7 °C et le cumul annuel moyen de précipitations est de 1 044,0 mm. 
La température maximale relevée sur cette station est de 41 °C, atteinte le 25 juillet 2019 ; la température minimale est de −26 °C, atteinte le 6 janvier 1985,,. 
Les paramètres climatiques de la commune ont été estimés pour le milieu du siècle (2041-2070) selon différents scénarios d'émission de gaz à effet de serre à partir des nouvelles projections climatiques de référence DRIAS-2020. Ils sont consultables sur un site dédié publié par Météo-France en novembre 2022.

## Urbanisme

### Typologie
Au 1er janvier 2024, Renaucourt est catégorisée commune rurale à habitat très dispersé, selon la nouvelle grille communale de densité à sept niveaux définie par l'Insee en 2022.
Elle est située hors unité urbaine et hors attraction des villes,.

### Occupation des sols
L'occupation des sols de la commune, telle qu'elle ressort de la base de données européenne d’occupation biophysique des sols Corine Land Cover (CLC), est marquée par l'importance des territoires agricoles (61,5 % en 2018), en diminution par rapport à 1990 (63 %). La répartition détaillée en 2018 est la suivante : 
terres arables (49,9 %), forêts (34,1 %), prairies (6,4 %), zones agricoles hétérogènes (5,1 %), zones urbanisées (4,4 %). L'évolution de l’occupation des sols de la commune et de ses infrastructures peut être observée sur les différentes représentations cartographiques du territoire : la carte de Cassini (XVIIIe siècle), la carte d'état-major (1820-1866) et les cartes ou photos aériennes de l'IGN pour la période actuelle (1950 à aujourd'hui).

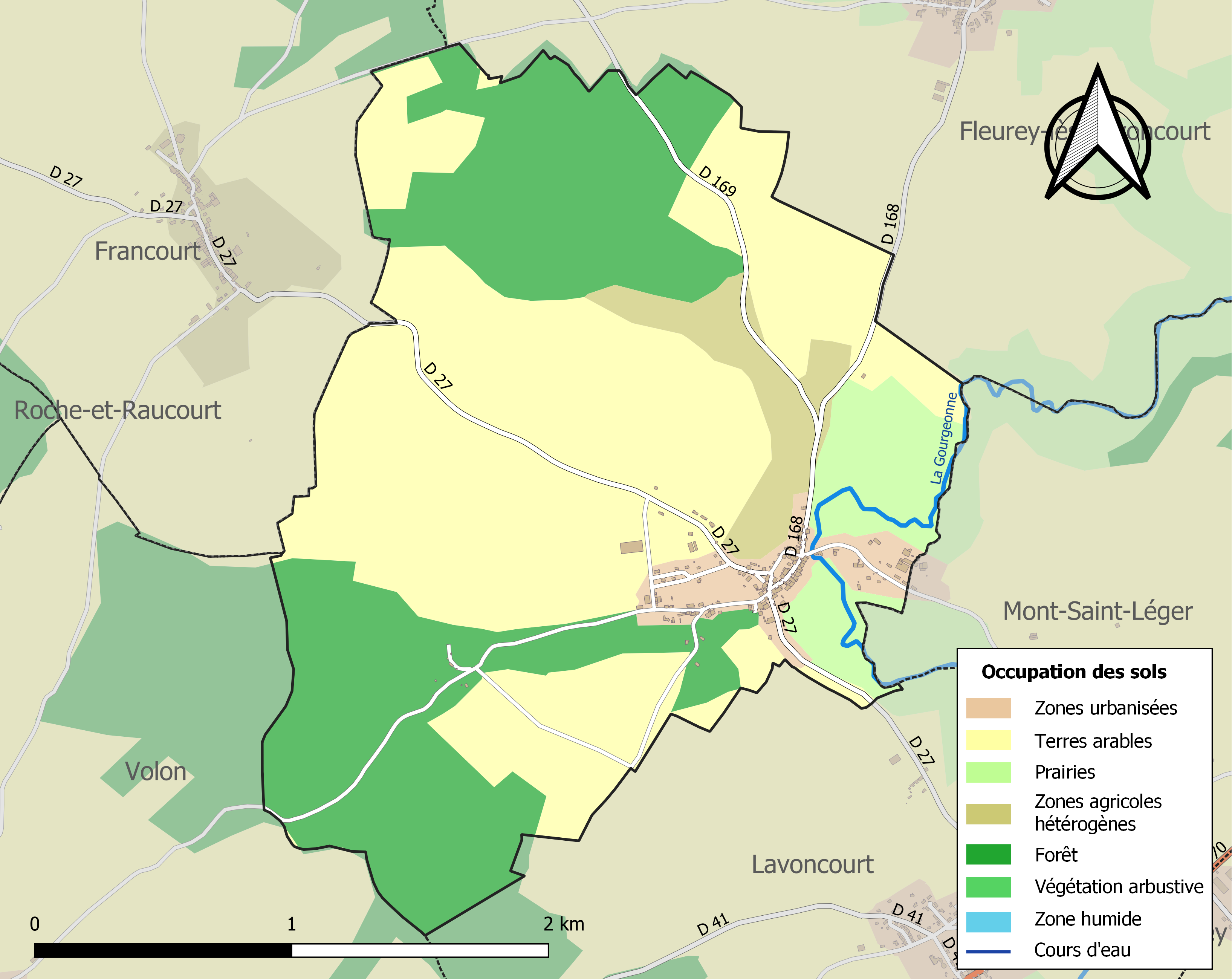
Carte des infrastructures et de l'occupation des sols de la commune en 2018 (CLC).

## Histoire
Compte tenu de la forte teneur en minerai de fer de son sol, le village s'est doté d'un haut-fourneau en 1767, qui a fonctionné jusqu'en 1867 et a été à l'origine de son industrialisation.

## Politique et administration

### Rattachements administratifs et électoraux
La commune fait partie de l'arrondissement de Vesoul du département de la Haute-Saône, en région Bourgogne-Franche-Comté. Pour l'élection des députés, elle dépend de la première circonscription de la Haute-Saône.
Elle fait partie depuis 1801 du canton de Dampierre-sur-Salon. Dans le cadre du redécoupage cantonal de 2014 en France, le territoire de ce canton s'est accru, passant de 29 à 50 communes.

### Intercommunalité
La commune fait partie de la communauté de communes des quatre rivières, intercommunalité créée en 1996.

### Liste des maires
| Période                                  | Période                    | Identité                            | Étiquette | Qualité |
| ---------------------------------------- | -------------------------- | ----------------------------------- | --------- | ------- |
| Les données manquantes sont à compléter. |                            |                                     |           |         |
| avant 1839                               |                            | Alexandre, Nicolas, Auguste Huvelin |           |         |
| Les données manquantes sont à compléter. |                            |                                     |           |         |
|                                          | mars 2001 ou avant         | Émile Schnitzler                    |           |         |
| mars 2001 ou avant                       | octobre 2006               | Raymond Bague                       |           |         |
| novembre 2006                            | En cours (au 21 août 2016) | Alain Nicot                         |           |         |

### Village fleuri
La commune a obtenu en 2014 le label Village fleuri - 1 fleur pour la qualité de l’embellissement et du fleurissement du village.

## Population et société

### Démographie
L'évolution du nombre d'habitants est connue à travers les recensements de la population effectués dans la commune depuis 1793. Pour les communes de moins de 10 000 habitants, une enquête de recensement portant sur toute la population est réalisée tous les cinq ans, les populations de référence des années intermédiaires étant quant à elles estimées par interpolation ou extrapolation. Pour la commune, le premier recensement exhaustif entrant dans le cadre du nouveau dispositif a été réalisé en 2006.

En 2022, la commune comptait 116 habitants, en évolution de +11,54 % par rapport à 2016 (Haute-Saône : −1,4 %, France hors Mayotte : +2,11 %).
| 1793 | 1800 | 1806 | 1821 | 1831 | 1836 | 1841 | 1846 | 1851 |
| ---- | ---- | ---- | ---- | ---- | ---- | ---- | ---- | ---- |
| 314  | 313  | 409  | 347  | 353  | 348  | 356  | 342  | 321  |

| 1856 | 1861 | 1866 | 1872 | 1876 | 1881 | 1886 | 1891 | 1896 |
| ---- | ---- | ---- | ---- | ---- | ---- | ---- | ---- | ---- |
| 304  | 307  | 304  | 268  | 258  | 272  | 218  | 214  | 208  |

| 1901 | 1906 | 1911 | 1921 | 1926 | 1931 | 1936 | 1946 | 1954 |
| ---- | ---- | ---- | ---- | ---- | ---- | ---- | ---- | ---- |
| 198  | 186  | 163  | 127  | 145  | 150  | 141  | 146  | 156  |

| 1962 | 1968 | 1975 | 1982 | 1990 | 1999 | 2006 | 2011 | 2016 |
| ---- | ---- | ---- | ---- | ---- | ---- | ---- | ---- | ---- |
| 156  | 139  | 123  | 105  | 114  | 115  | 109  | 107  | 104  |

| 2021 | 2022 | - | - | - | - | - | - | - |
| ---- | ---- | - | - | - | - | - | - | - |
| 114  | 116  | - | - | - | - | - | - | - |

### Équipements sportifs et de loisirs
- Camping aménagé de 23 emplacements et aire de loisir (jeux)[22].
- Piscine découverte de la communauté de communes, ouverte l'été.

## Culture locale et patrimoine

### Lieux et monuments
- Maison de maître de forges du XVIIIe siècle.
- Croix de chemin de Renaucourt.

### Héraldique
| Blason de Renaucourt | Blason  | De gueules à la quintefeuille d'or d'où meuvent, entre les pétales, cinq épis de blé du même, ployés vers senestre et ordonnés en cercle en forme de roue, soutenue d'une divise ondée d'argent et surmontée de sept rais comètés du même mouvant du chef et décroissants des flancs vers le centre. |
| Blason de Renaucourt | Détails | Le blason a été créé par le conseil municipal en 2013. |